# Destricted
Destricted (bra: Destricted - 7 Vezes Erotismo) é um filme do gênero erótico, produzido por Offhollywood Pictures. O filme consiste de 7 curtas-metragens com conteúdo erótico e pornográfico.
- Balkan Erotic Epic - Marina Abramović
- Hoist - Matthew Barney
- Sync - Marco Brambilla
- Impaled - Larry Clark
- We Fuck Alone - Gaspar Noé
- House Call - Richard Prince
- Death Valley - Sam Taylor-Wood

## Elenco
Impaled
- Daniel como ele mesmo
- August como ele mesmo
- Jasmine Byrne como ele mesmo
- Destiny Deville (não creditado) como ele mesmo
- Dillan Lauren como ele mesmo
- Sativa Rose como ele mesmo
- Angela Stone como ele mesmo
- Nancy Vee como ele mesmo

House Call
- Kora Reed como paciente
- John Saint John como doutor

Hoist
- Vincente Pinho Neto como Blooming Greenman

Death Valley
- Chris Raines

We Fuck Alone
- Shirin Barthel
- Richard Blondel
- Manuel Ferrara
- Katsumi